# Codice fridericiano di Innsbruck

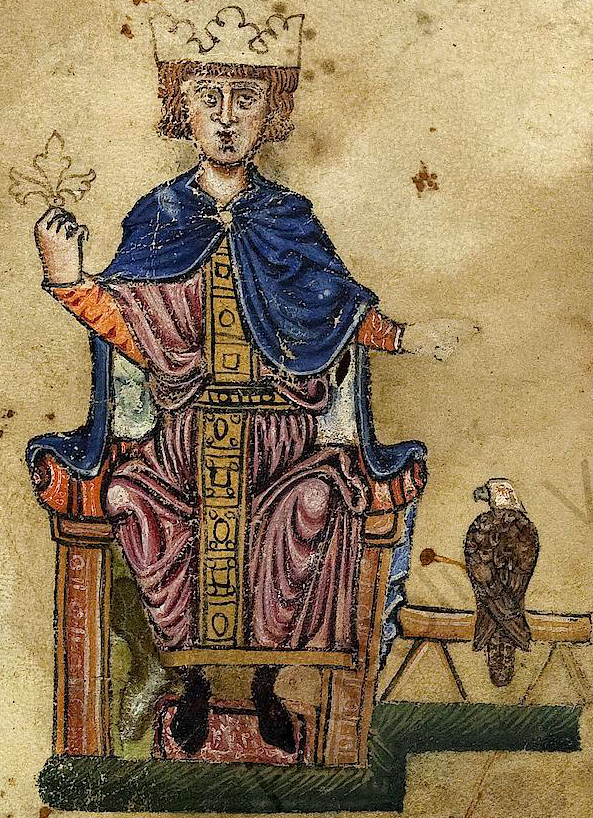
Federico II, da una miniatura del De arte venandi cum avibus (Biblioteca Vaticana, Cod. Pal. lat 1071)

Il Codice federiciano di Innsbruck è un manoscritto medievale di compilazione alto trecentesca, venuto alla ribalta nel 2005, anno in cui Josef Riedmann e Walter Neuhauser lo scoprirono tra i manoscritti della Biblioteca dell'Università di Innsbruck (Codex 400 del catalogo).
L'importanza del codice risiede nel fatto che vi è tramandata copia amanuense di un carteggio di oltre 200 documenti, tra epistole e mandati, appartenuti alla dinastia Hohenstaufen, tra i quali circa 30 documenti di Federico II di Svevia, oltre un centinaio di suo figlio Corrado IV, e altre epistole provenienti da eminenti personaggi politici di spicco dell'epoca, tra cui vari papi, il Sultano mamelucco d'Egitto, e il Re di Gerusalemme Giovanni di Brienne - che fu anche suocero di Federico, avendone questi sposato la figlia Jolanda di Brienne in seconde nozze.

## Tradizione e scoperta del documento
Il documento, rimasto a lungo nell'ombra, è stato portato all'attenzione degli studiosi dai due scopritori, Walter Neuhauser, ex bibliotecario dell'ateneo, e Josef Riedmann, medievista e docente a Innsbruck.
Prima della destinazione finale, il codice era stato custodito a lungo nella Certosa Allerengelberg, in Val Senales, da dove era poi confluito nel patrimonio librario dell'ateneo tirolese, dopo che, nel 1782, si giunse alla chiusura del monastero certosino nell'ambito della riforma giuseppinista.
Prima di uscire dall'anonimato, la silloge epistolare recava l'oscuro titolo di Notulae Rhetoricales Diversae, che sembra alludere a una probabile raccolta di modelli epistolari da cui prendere ispirazione nella redazione della corrispondenza del monastero. Si ritiene che l'opacità del titolo, insieme all'aspetto dimesso e poco appariscente del codice, abbia concorso a fuorviare l'attenzione degli studiosi potenzialmente interessati, lasciando così che il manoscritto rimanesse trascurato e sconosciuto per oltre sette secoli.

## Caratteristiche
La scrittura è caratteristica della fase di passaggio dalla minuscola carolingia alla scrittura gotica: questo permette, su base paleografica, di datare la composizione del manoscritto agli anni 1260/1270. Sono presenti moltissime abbreviazioni scribali, indice della necessità di risparmiare spazio: coerente con questo spirito è l'assenza, sui fogli, di qualsiasi concessione a elementi decorativi.
I nomi propri contengono spesso dei refusi: Hector von Armenien anziché Hethum von Armenien (Aitone I d'Armenia) o Anfusus von Kastilien anziché Alfons von Kastilien (Alfonso di Castiglia). In generale, la corruzione dei nomi si avverte soprattutto per le personalità più "distanti" mentre, al contrario, può capitare che nomi di personalità più vicine siano riportati in modo corretto e per esteso. Queste particolarità fanno ipotizzare che il copista fosse un parlante di lingua tedesca.
Secondo gli scopritori, è da escludere che i testi delle lettere siano il frutto di contraffazioni o di esercizi di stile di qualche scrittore del XIII secolo.

## Prospettive storiografiche

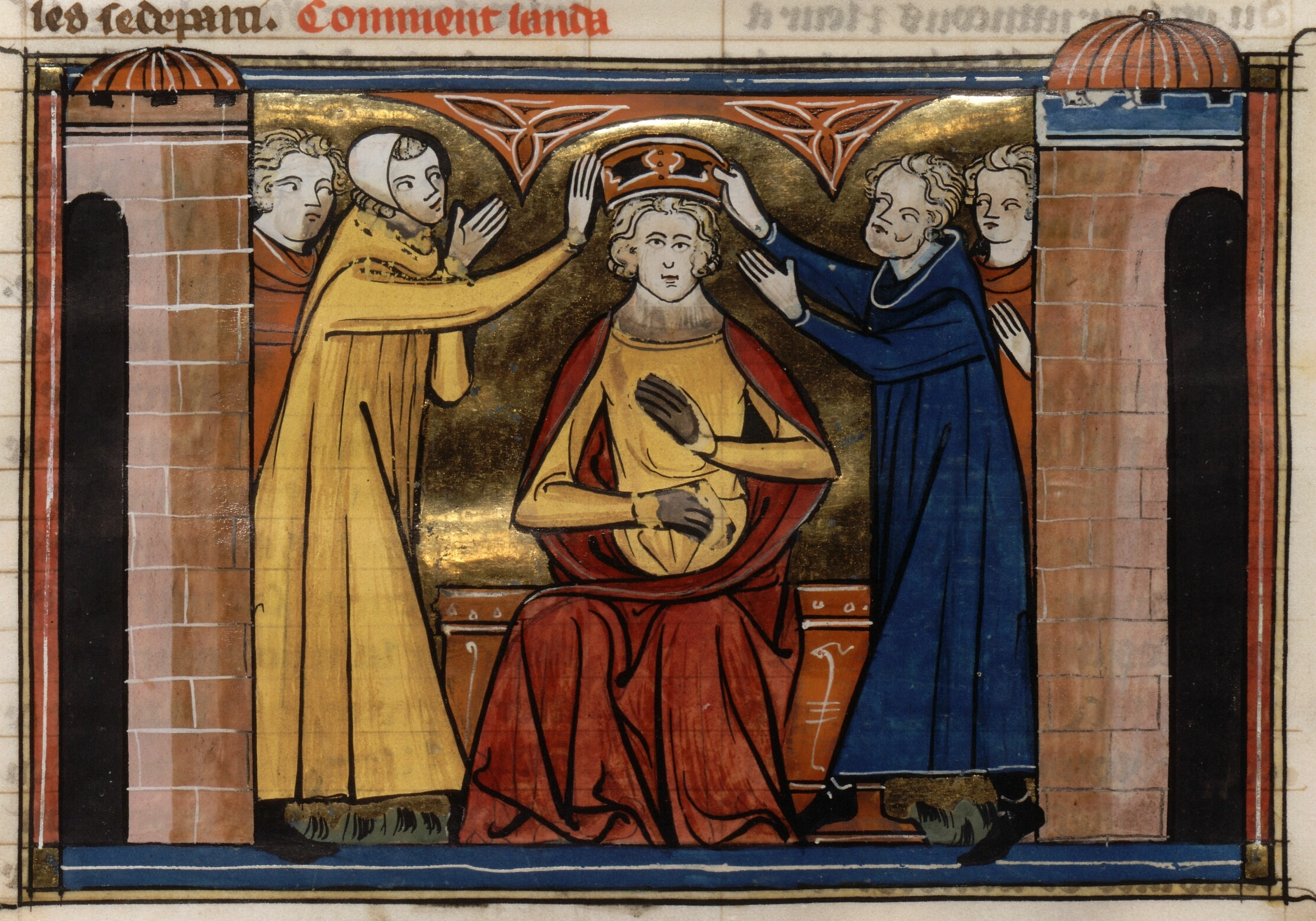
Incoronazione di Corrado IV

Dopo la scoperta, se ne è avuta la presentazione agli studiosi dell'età normanno-sveva. Un primo rapporto preliminare è stato pubblicato nel 2006 da uno degli scopritori.
Si è in attesa di un'edizione critica, in preparazione nell'ambito della collezione Monumenta Germaniae Historica.
Tuttavia, già da un primo e sommario esame, i contenuti della silloge autorizzano un notevole ottimismo tra gli studiosi: si ritiene, infatti, che il codice sia in grado di svelare alcuni aspetti sconosciuti della personalità dell'imperatore siciliano e, soprattutto, di gettare nuova luce sulla figura politica del figlio Corrado, la ricostruzione della cui immagine è stata afflitta dalla penuria di fonti. Il profilo e il ruolo politico di quest'ultimo, in particolare, sembrano uscire notevolmente valorizzati, nella capacità esibita di proseguire l'azione del padre e di intrattenere relazioni diplomatiche di alto profilo internazionale, estese dall'Inghilterra all'Europa continentale fino al Medio Oriente. Al contempo, le carte mostrano il giovane imperatore in grado di esercitare la sovranità che gli deriva dalla corona di Sicilia, investito personalmente di questioni come l'ampliamento del porto di Salerno e di quello di Barletta, dettando le linee organizzative dello Studium Universale di Salerno (secondo il modello dell'Università di Napoli), intervenendo sulla manutenzione di ponti, sulle misure per incentivare l'immigrazione ebraica nel Regno di Sicilia, fino a occuparsi personalmente perfino di faccende minute e quotidiane, in ambiti molto disparati, come la costruzione di un mulino ad acqua, questioni di vicinato o dispute giuridiche in materia di successioni.